# Discographie de Sheryfa Luna
La discographie de Sheryfa Luna, une chanteuse de RnB française, se compose de quatre albums studio, dix singles et dix clips vidéo.

## Albums
| Titre                                                             | Détails de l'album                                                        | Meilleure position | Meilleure position | Meilleure position | Ventes                   | Certifications      |
| Titre                                                             | Détails de l'album                                                        | BE-W               | FRA                | SUI                | Ventes                   | Certifications      |
| ----------------------------------------------------------------- | ------------------------------------------------------------------------- | ------------------ | ------------------ | ------------------ | ------------------------ | ------------------- |
| Sheryfa Luna                                                      | - Sortie : 19 novembre 2007 - Label : ULM - Formats : CD, téléchargement  | 9                  | 3                  | 48                 | 250 000[réf. nécessaire] | - FRA : Platine     |
| Vénus                                                             | - Sortie : 2 décembre 2008 - Label : ULM - Formats : CD, téléchargement   | 29                 | 15                 | —                  | 120 000[réf. nécessaire] | - FRA : 2 × Platine |
| Si tu me vois                                                     | - Sortie : 13 septembre 2010 - Label : ULM - Formats : CD, téléchargement | 39                 | 8                  | —                  | 50 000[réf. nécessaire]  | - FRA : Or          |
| Petite fée de soie                                                | - Sortie : 12 novembre 2012 - Label : ULM - Formats : CD, téléchargement  | 125                | 148                | —                  | 5 000                    |                     |
| « — » indique que l'album n'est pas sorti ou classé dans le pays. |                                                                           |                    |                    |                    |                          |                     |

## Chansons

### Singles
| Titre                                                               | Année | Meilleure position | Meilleure position | Meilleure position | Album              |
| Titre                                                               | Année | BE-W               | FRA                | SUI                | Album              |
| ------------------------------------------------------------------- | ----- | ------------------ | ------------------ | ------------------ | ------------------ |
| Quelque part                                                        | 2007  | 5                  | 1                  | 35                 | Sheryfa Luna       |
| Il avait les mots                                                   | 2008  | 1                  | 1                  | 29                 | Sheryfa Luna       |
| D'ici et d'ailleurs                                                 | 2008  | 23                 | 13                 | —                  | Sheryfa Luna       |
| Il avait les mots (remix avec Léa Castel)                           | 2008  | —                  | —                  | —                  | Sheryfa Luna       |
| Comme avant (avec Mathieu Edward)                                   | 2008  | 6                  | 3                  | 67                 | Entre toi et moi   |
| Si tu n'étais plus là                                               | 2008  | 30                 | 3                  | —                  | Vénus              |
| Ce qu'ils aiment                                                    | 2009  | —                  | 6                  | —                  | Vénus              |
| Je reviendrai                                                       | 2009  | —                  | 10                 | —                  | Vénus              |
| Say (A l'infini) (avec OneRepublic)                                 | 2009  | —                  | —                  | —                  | Dreaming Out Loud  |
| Tu me manques                                                       | 2010  | —                  | 50                 | —                  | Si tu me vois      |
| Yemma                                                               | 2010  | —                  | —                  | —                  | Si tu me vois      |
| All Alone (Est-ce qu'un jour) (avec Quentin Mosimann)               | 2011  | 35                 | 36                 | —                  | NC                 |
| Viens avec moi                                                      | 2011  | _                  | _                  | _                  | NC                 |
| M'envoler                                                           | 2012  | —                  | —                  | —                  | Petite fée de soie |
| Le Temps court                                                      | 2012  | —                  | —                  | —                  | Petite fée de soie |
| Sensualité                                                          | 2013  | —                  | 118                | —                  | Tropical Family    |
| Comme d'habitude                                                    | 2014  | _                  | _                  | _                  | NC                 |
| Wonder Human                                                        | 2016  | _                  | _                  | _                  | NC                 |
| Si on parlait                                                       | 2017  | _                  | _                  | _                  | NC                 |
| Égoïste                                                             | 2018  | _                  | _                  | _                  | NC                 |
| Dans les étoiles                                                    | 2021  | _                  | _                  | _                  | NC                 |
| Vie d’artiste                                                       | 2024  |                    |                    |                    |                    |
| « — » indique que le single n'est pas sorti ou classé dans le pays. |       |                    |                    |                    |                    |

### Autres apparitions
- 2010 : Un respect mutuel (collectif Kilomaître avec M Pokora, Leslie, Vitaa...)
- 2013 : Melissa sur l'album Tropical Family avec Medhy Custos
- 2014 : Unissons nos voix (collectif "Les Voix des Femmes" avec Lââm, Laëtitia Milot...)
- 2017 : We Need You Know (collectif "Les Voix des Femmes" avec Anaïs Delva, Emmanuelle Boidron...)
- 2024 : Fame avec Léa Castel